# منبرة (نصرت أباد)
منبرة (بالفارسية: منبره) هي قرية تقع في إيران في Nosratabad Rural District. يقدر عدد سكانها بـ 86 نسمة .